# The Wedding Banquet
The Wedding Banquet je americký dramatický film z roku 2025, který režíroval Andrew Ahn. Jedná se o remake komedie Anga Leeho z roku 1993 Svatební hostina. Světová premiéra se konala na filmovém festivalu Sundance dne 27. ledna 2025.

## Děj
Min je frustrovaný ze svého přítele Chrise, který se vyhýbá závazkům. Ze zoufalství slíbí své lesbické kamarádce Angele a její partnerce Lee, že Min uzavře s Angelou fingovaný sňatek, aby získal zelenou kartu v USA a neomezené pracovní a pobytové právo. Na oplátku souhlasí s tím, že splní přání Lee mít dítě a zaplatí jí drahé oplodnění in vitro. Události však naberou dramatický spád, když Minova babička všechny překvapí propracovanou korejskou svatební hostinou.

## Obsazení
| Bowen Yang       | Chris       |
| Lily Gladstone   | Lee         |
| Kelly Marie Tran | Angela Chen |
| Han Gi-chan      | Min         |
| Joan Chen        | May Chen    |
| Youn Yuh-jung    | Ja-Young    |